# 袁忠
袁忠（？—？），字正甫，汝南郡汝陽縣（今河南省周口市商水县）人。與范滂為好友。東漢沛相。

## 生平
延熹九年（公元166年），袁忠因第一次黨錮入獄，獄吏準備拷打犯人，范滂因同囚的犯人大多都生病，於是范滂請求先打他，袁忠與范滂兩人爭受毒打。次年（公元167年）負責審理的宦官王甫受范滂言辭而動容，同情他們的遭遇，於是下令解除他們的刑具。後來在李膺等人的供詞中，牽連許多宦官子弟，宦官們擔心事態擴大。於是請求漢桓帝，以日蝕為理由，赦免了他們。六月庚申，漢桓帝大赦天下，改年號。二百多位黨人都遣回各自的故鄉。他們的名單分送往太尉、司徒、司空三府，禁锢終身。

### 袁忠到官
初平年間（190-193年），袁忠擔任沛相，乘坐簡陋的柴車上任，袁忠以高潔清廉著稱。权臣董卓伏诛后，余党李傕、郭汜继续把持朝政，徐州刺史陶谦率前扬州刺史周乾、琅邪相阴德、东海相刘馗、彭城相汲廉、北海相孔融、袁忠、泰山太守应劭、汝南太守徐璆、前九江太守服虔、博士郑玄等共推行车骑将军朱儁为太师，发檄文号召地方讨伐李傕，尊奉献帝。但朱俊应李傕征召入朝，陶谦等只能作罢。
天下大亂後，陶谦迫使袁忠棄官到會稽上虞避難，改以陈珪为沛相。袁忠看到太守王朗的隨從們穿著奢侈，內心嫌惡王朗，於是稱病與王朗斷絕往來。後來孫策攻破會稽，袁忠走海路前往交阯。

### 死因成謎
《曹瞞傳》的說法是袁忠擔任沛相期間曾想以法懲治曹操，曹操殺害邊讓後，袁忠意識到自己無法倖免，於是和桓邵逃往交州避難，曹操遣使者命令交趾太守士燮殺害袁忠一家。盧弼在《三國志集解》提到袁忠事引用范曄《後漢書》的說法，曹操迎漢獻帝到許昌後，徵聘袁忠為衛尉，袁忠還沒到任便去世了，但並沒有說是被曹操所殺，盧弼認為也可能是范書忽略。

## 家庭

### 父
- 袁賀，東漢彭城相。

### 兄弟
- 袁閎，字夏甫。[10]隱居不仕。
- 袁宏，一作弘，字卲甫。[1][11]

### 子
- 袁祕，字永寧[12]。